# コレクティーボ

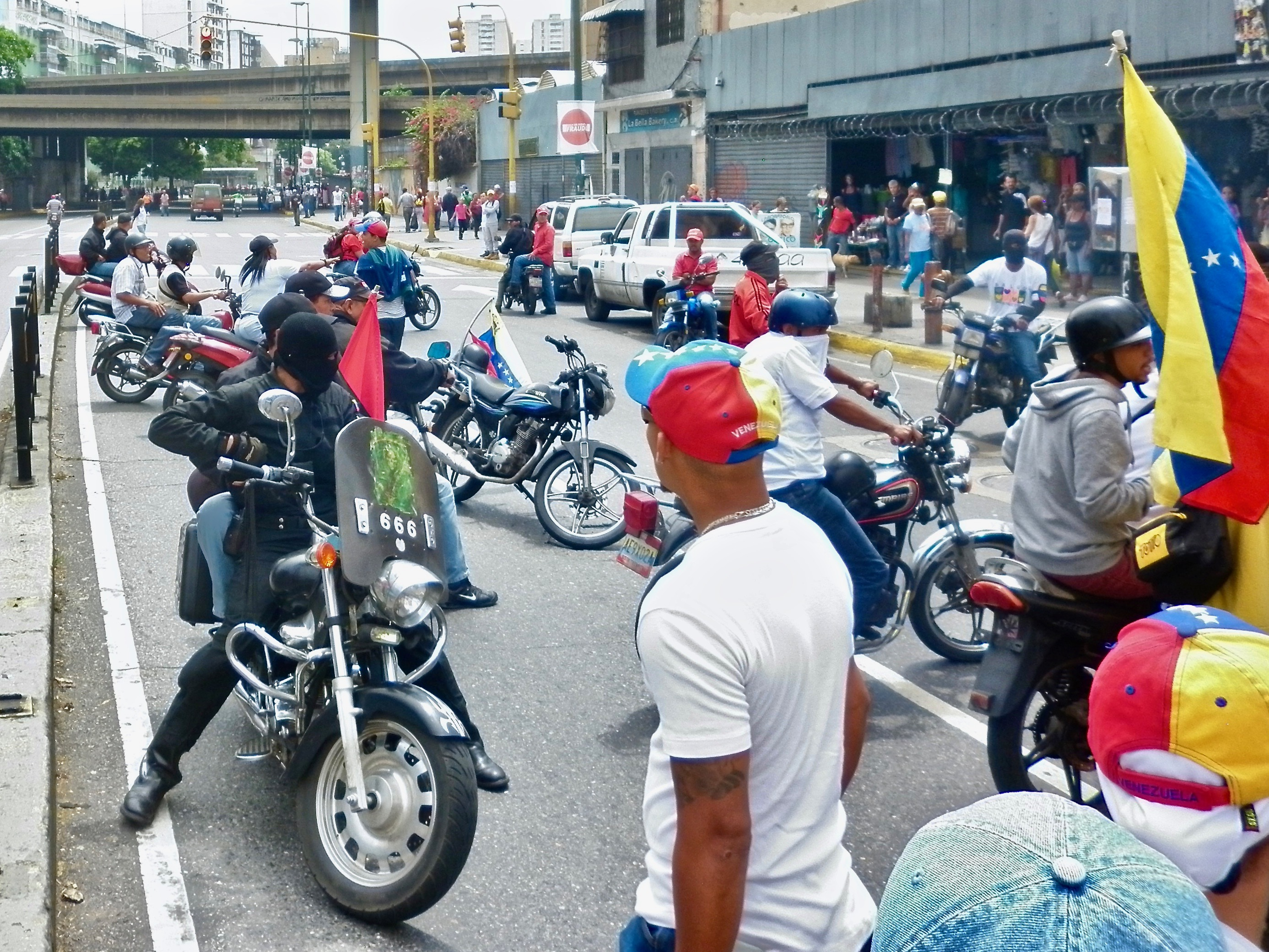
コレクティーボの構成員達

コレクティーボ(Colectivo)は、ベネズエラの親ベネズエラ統一社会党政権派の民兵組織、ストリートギャングである。

## 概要
コレクティーボは、1960年代の極左ゲリラ運動から生まれた。現代の最も有名なコレクティーボは、ラ・ピエドリタとツパマロス革命運動で、それぞれ1985年と1992年に出現した。地下運動から生まれた彼らは、ウゴ・チャベス政権時代に当局の支援を受け、瞬く間に国中に広がっていった。
公式には政府が国民に提供する社会保障を支援するための働きをしている。しかし、野党代表や人権活動家は、コレクティーボが武装組織と化し、しばしば特定の地域を力づくで支配し、政府批判者、抗議者、ジャーナリストを攻撃していると非難している。また食料や薬品の利権操作、恐喝、麻薬取引をしている疑惑もある。
2014年10月1日、コレクティーボの指導者の1人であるロベルト・セラが刃物で30回以上刺されて殺された。ベネズエラ政府はこの殺人を野党のせいとし、野党側は政権内の対立派閥のせいとした。